# إبيسكوبيا
إبيسكوبيا (بالإيطالية: Episcopia) هي بلدية في مقاطعة بوتنسا في إقليم بازيليكاتا الإيطالي.

## السكان
في سنة 1861 بلغ عدد السكان 2٬284 نسمة، وتطور العدد ليصل في سنة 2011 لـ 1٬467 نسمة.
يظهر هذا المخطط البياني تطور النمو السكاني لـ إبيسكوبيا